# Marija Walerjewna Walowa
Marija Walerjewna Walowa (russisch Мария Валерьевна Валова; * 25. November 1999 in Sankt Petersburg) ist eine russische Snowboarderin. Sie startet in den Paralleldisziplinen.

## Werdegang
Walowa trat im Januar 2015 beim Europäischen Olympischen Winter-Jugendfestival in Schruns erstmals in Erscheinung. Dort wurde sie Neunte im Snowboardcross. Im Oktober 2015 startete sie in Landgraaf erstmals im Europacup und belegte dabei die Plätze 37 und 36 im Parallelslalom. Bei den Snowboard-Juniorenweltmeisterschaften 2017 in Klínovec holte sie die Silbermedaille im Parallelslalom. Zudem errang sie dort den fünften Platz im Parallel-Riesenslalom. Zu Beginn der Saison 2017/18 hatte sie im Carezza ihr Debüt im Weltcup und kam dabei auf den 35. Platz im Parallel-Riesenslalom. Im weiteren Saisonverlauf holte sie im Parallelslalom in Tauplitz ihren ersten Sieg im Europacup und zum Saisonende den zehnten Platz in der Parallelwertung des Europacup. Bei den Snowboard-Juniorenweltmeisterschaften 2018 in Cardrona gewann sie die Bronzemedaille im Parallel-Riesenslalom und errang zudem den siebten Platz im Parallelslalom. In der Saison 2018/19 kam sie im Weltcup dreimal unter den ersten Zehn und erreichte damit den 18. Platz im Parallelweltcup, den 17. Rang im Parallel-Riesenslalom-Weltcup und den 12. Platz im Parallelslalom-Weltcup. Beim Saisonhöhepunkt, den Snowboard-Weltmeisterschaften 2019 in Park City, wurde sie Fünfte im Parallel-Riesenslalom und Vierte im Parallelslalom. Im März 2019 errang sie bei der Winter-Universiade in Krasnojarsk den fünften Platz im Parallelslalom und den vierten Platz im Parallel-Riesenslalom. Anfang April 2019 gewann sie bei den Juniorenweltmeisterschaften in Rogla im Parallelslalom und im Teamwettbewerb jeweils die Goldmedaille. Zudem fuhr sie dort auf den 17. Platz im Parallel-Riesenslalom.

## Weltcup-Gesamtplatzierungen
| Saison  | Parallel | Parallel | Parallel-Riesenslalom | Parallel-Riesenslalom | Parallelslalom | Parallelslalom |
| Saison  | Punkte   | Platz    | Punkte                | Platz                 | Punkte         | Platz          |
| ------- | -------- | -------- | --------------------- | --------------------- | -------------- | -------------- |
| 2017/18 | 37,6     | 58.      | 37,6                  | 53.                   | -              | -              |
| 2018/19 | 2016     | 18.      | 1070                  | 17.                   | 946            | 12.            |